# Збірна Північних Маріанських островів з футболу
Збі́рна Північних Маріанських островів з футбо́лу — національна футбольна команда, що представляє Північні Маріанські острови на міжнародних футбольних турнірах і в товариських матчах. Контролюється Футбольною асоціацією Північних Маріанських островів. Збірна не є членом ФІФА і тому не може виступати на чемпіонаті світу. У грудні 2020 року Футбольна Асоціація Північних Маріанських островів стала повноправним членом АФК.

## Історія
У 1998 році збірна Північних Маріанських островів уперше взяла участь в Іграх Мікронезії, та виграли футбольний турнір ігор, перемігши у фіналі збірну Гуаму з рахунком 3—0. Проте наступного року на футбольному турнірі Ігор Мікронезії збірна Північних Маріанських островів програла збірній Федеративних Штатів Мікронезії з рахунком 0—7, після чого відмовилась від подальших виступів на турнірі.
У 2006 році Федерація футболу Східної Азії прийняла Футбольну асоціацію Північних Маріанських островів до своїх лав, після чого збірна Північних Маріанських островів розпочала виступати в регіональних змаганнях Східної Азії. У Кубку Східної Азії команда Північних Маріанських островів дебютувала в 2007 році, програвши два матчі попереднього раунду збірній Гуаму.
У Кубку виклику АФК збірна Північних Маріанських островів дебютувала у 2013 році у відбірковому турнірі Кубка виклику АФК 2014 року, проте програла всі 3 матчі в групі, та не вийшла до наступного раунду змагань.